# Колака (город)
Колака — населённый пункт в Индонезии, в провинции Юго-Восточный Сулавеси, где является центром одноимённого себе округа. Население — 29 661 чел. (2011).

## География и климат
Колака расположена на юго-востоке острова Сулавеси, на берегу залива Боне.
Является морским портом. Расстояние до столицы страны, Джакарты, — 1650 км (по прямой).
Климат в городе очень тёплый и влажный на протяжении всего года.
| Показатель                                                                                    | Янв. | Фев. | Март | Апр. | Май | Июнь | Июль | Авг. | Сен. | Окт. | Нояб. | Дек. | Год  |
| --------------------------------------------------------------------------------------------- | ---- | ---- | ---- | ---- | --- | ---- | ---- | ---- | ---- | ---- | ----- | ---- | ---- |
| Средний суточный максимум, °C                                                                 | 29   | 27   | 27   | 26   | 26  | 26   | 27   | 27   | 28   | 30   | 30    | 30   | 28   |
| Средний суточный минимум, °C                                                                  | 23   | 21   | 22   | 20   | 21  | 21   | 20   | 20   | 20   | 21   | 22    | 22   | 21   |
| Норма осадков, мм                                                                             | 183  | 192  | 210  | 234  | 222 | 210  | 138  | 90   | 75   | 54   | 126   | 162  | 1896 |
| Источник: http://www.worldweatheronline.com/Kolaka-weather-averages/Sulawesi-Tenggara/ID.aspx |      |      |      |      |     |      |      |      |      |      |       |      |      |

## Административное деление
В административном плане муниципалитет Колака делится на семь районов:
- Ватулианду (индон. Watuliandu)
- Ламокато (индон. Lamokato)
- Лалоэха (индон. Laloeha)
- Тахоа (индон. Tahoa)
- Баландете (индон. Balandete)
- Лаломбаа (индон. Lalombaa)
- Сабиламбо (индон. Sabilambo)

## Экономика
В окрестностях города выращиваются кокосы, кофе, гвоздика, кешью и шоколад. Наиболее же распространёнными сельскохозяйственными культурами являются рис, кукуруза, маниока и бобовые. Урожай какао составляет более 300 т/год. Также разводятся крупный рогатый скот, лошади, куры и утки.
По данным на начало 2010-х годов, общий объём вылова рыбы составлял 464 т/год, из них на морскую ловлю приходилось почти 404 т/год.

## Происшествия
Рядом с Колакой в 2011 году затонул паром более чем с сотней пассажиров на борту, большинство из них удалось спасти.